# Joe Spinell
Joseph Spagnuolo, ismertebb nevén Joe Spinell (Manhattan, 1936. október 28. – Queens, 1989. január 13.) olasz származású amerikai színész.
Emlékezetesebb alakításai voltak A Keresztapa (1972), A Keresztapa II. (1974), a Taxisofőr (1976), A félelem ára  (1977) és a Portyán (1980) című filmekben. Sylvester Stallone több korai filmjében is feltűnt: Rocky (1976), Édenkert a sikátorban (1978), Rocky II. (1979), Fantom az éjszakában (1981).

## Filmográfia

### Film
| Év   | Magyar cím                           | Eredeti cím                         | Szerep                              | Magyar hang      |
| ---- | ------------------------------------ | ----------------------------------- | ----------------------------------- | ---------------- |
| 1972 | A Keresztapa                         | The Godfather                       | Willie Cicci                        | Cs. Németh Lajos |
| 1972 | A Keresztapa                         | The Godfather                       | Willie Cicci                        | Harmath Imre     |
| 1973 | Rendőrvicc                           | Cops and Robbers                    | Marty                               |                  |
| 1973 | Hétpróbás gazemberek                 | The Seven-Ups                       | Toredano                            |                  |
| 1974 | A Keresztapa II.                     | The Godfather Part II               | Willie Cicci                        | Koroknay Géza    |
| 1974 | A Keresztapa II.                     | The Godfather Part II               | Willie Cicci                        | Várkonyi András  |
| 1975 | Rancho Deluxe                        | Rancho Deluxe                       | Mr. Coleson                         |                  |
| 1975 | Kedvesem, Isten veled!               | Farewell, My Lovely                 | Nick                                | Balázsi Gyula    |
| 1975 |                                      | 92 in the Shade                     | Ollie Slatt                         |                  |
| 1976 | Következő megálló: Greenwich Village | Next Stop, Greenwich Village        | rendőr                              |                  |
| 1976 | Taxisofőr                            | Taxi Driver                         | személyügyi tiszt                   | Kiss Gábor       |
| 1976 | Maradj éhen!                         | Stay Hungry                         | Jabo                                | Incze József     |
| 1976 | Rocky                                | Rocky                               | Tony Gazzo                          | Barbinek Péter   |
| 1977 | A félelem ára                        | Sorcerer                            | Spider                              | Tóth Zoltán      |
| 1978 |                                      | Nunzio                              | Angelo                              |                  |
| 1978 | Nagy szerda                          | Big Wednesday                       | pszichológus                        |                  |
| 1978 | Édenkert a sikátorban                | Paradise Alley                      | Burp                                | Tarján Péter     |
| 1978 |                                      | The One Man Jury                    | Mika Abatino                        |                  |
| 1978 | Csillagháború                        | Starcrash                           | Zarth Arn báró                      |                  |
| 1979 | Utolsó ölelés                        | Last Embrace                        | férfi a kocsmában                   |                  |
| 1979 | Téli gyilkosságok                    | Winter Kills                        | Arthur Fletcher                     |                  |
| 1979 | Rocky II.                            | Rocky II                            | Tony Gazzo                          | Barbinek Péter   |
| 1979 |                                      | The Little Dragons                  | Yancey                              |                  |
| 1980 | Portyán                              | Cruising                            | DiSimone járőr                      | Wohlmuth István  |
| 1980 | A kilencedik alakzat                 | The Ninth Configuration             | Spinell hadnagy                     |                  |
| 1980 | Elmebeteg                            | Maniac                              | Frank Zito                          |                  |
| 1980 | Bilincs                              | Brubaker                            | Floyd Birdwell                      | Galkó Balázs     |
| 1980 | Melvin és Howard                     | Melvin and Howard                   | klubtulajdonos                      |                  |
| 1980 | Az első halálos bűn                  | The First Deadly Sin                | Charles Lipsky                      | Kocsis György    |
| 1981 | Fantom az éjszakában                 | Nighthawks                          | Munafo hadnagy                      | Szersén Gyula    |
| 1981 | Fantom az éjszakában                 | Nighthawks                          | Munafo hadnagy                      | Melis Gábor      |
| 1981 | Fantom az éjszakában                 | Nighthawks                          | Munafo hadnagy                      | Sörös Sándor     |
| 1982 | Tiltott zóna                         | Forbidden Zone                      | részeg tengerész                    |                  |
| 1982 | Bolond mozi mozibolondoknak          | National Lampoon Goes to the Movies | tehetségkutató ügynök / műsorvezető |                  |
| 1982 | Éjszakai műszak                      | Night Shift                         | Manetti                             |                  |
| 1982 |                                      | The Last Horror Film                | Vinny Durand                        |                  |
| 1982 |                                      | Monsignor                           | menyasszony apja                    |                  |
| 1982 |                                      | One Down, Two To Go                 | Joe Spangler                        |                  |
| 1983 |                                      | Vigilante                           | Eisenberg                           |                  |
| 1983 | A szerelemben vesztes                | Losin’ It                           | rendőr                              |                  |
| 1983 | Heuréka                              | Eureka                              | Pete                                |                  |
| 1983 |                                      | The Last Fight                      | főnök                               |                  |
| 1985 |                                      | Walking the Edge                    | Brusstar                            |                  |
| 1986 |                                      | The Whoopee Boys                    | Guido Antonucci                     |                  |
| 1986 |                                      | Hollywood Harry                     | Max Caldwell                        |                  |
| 1986 |                                      | Maniac 2: Mr. Robbie (rövidfilm)    | Mr. Robbie                          |                  |
| 1986 | A halál hírnöke                      | The Messenger                       | Rico                                | Németh Gábor     |
| 1987 | A nővadász                           | The Pick-up Artist                  | Eddie                               |                  |
| 1987 | Mr. Hamburger                        | Deadly Illusion                     | bérgyilkos                          |                  |
| 1988 |                                      | Operation Warzone                   | George Delevane dandártábornok      |                  |
| 1988 | Keresztanya (törölt jelenet)         | Married to the Mob                  | Leonard 'Tiptoes' Mazzilli          |                  |
| 1988 | Halálkereskedő                       | The Undertaker                      | Roscoe                              | Breyer László    |
| 1989 |                                      | Rapid Fire                          | Hanson                              |                  |

## Fordítás
- Ez a szócikk részben vagy egészben  a   Joe Spinell című angol Wikipédia-szócikk ezen változatának fordításán alapul.  Az eredeti cikk szerkesztőit annak laptörténete sorolja fel. Ez a jelzés csupán a megfogalmazás eredetét és a szerzői jogokat jelzi, nem szolgál a cikkben szereplő információk forrásmegjelöléseként.